# Günter Schulte
Günter Schulte (* 21. November 1937 in Köln; † 26. April 2017 ebenda) war ein deutscher Philosoph, Schriftsteller, Hochschullehrer, Maler und Bildhauer.

## Leben

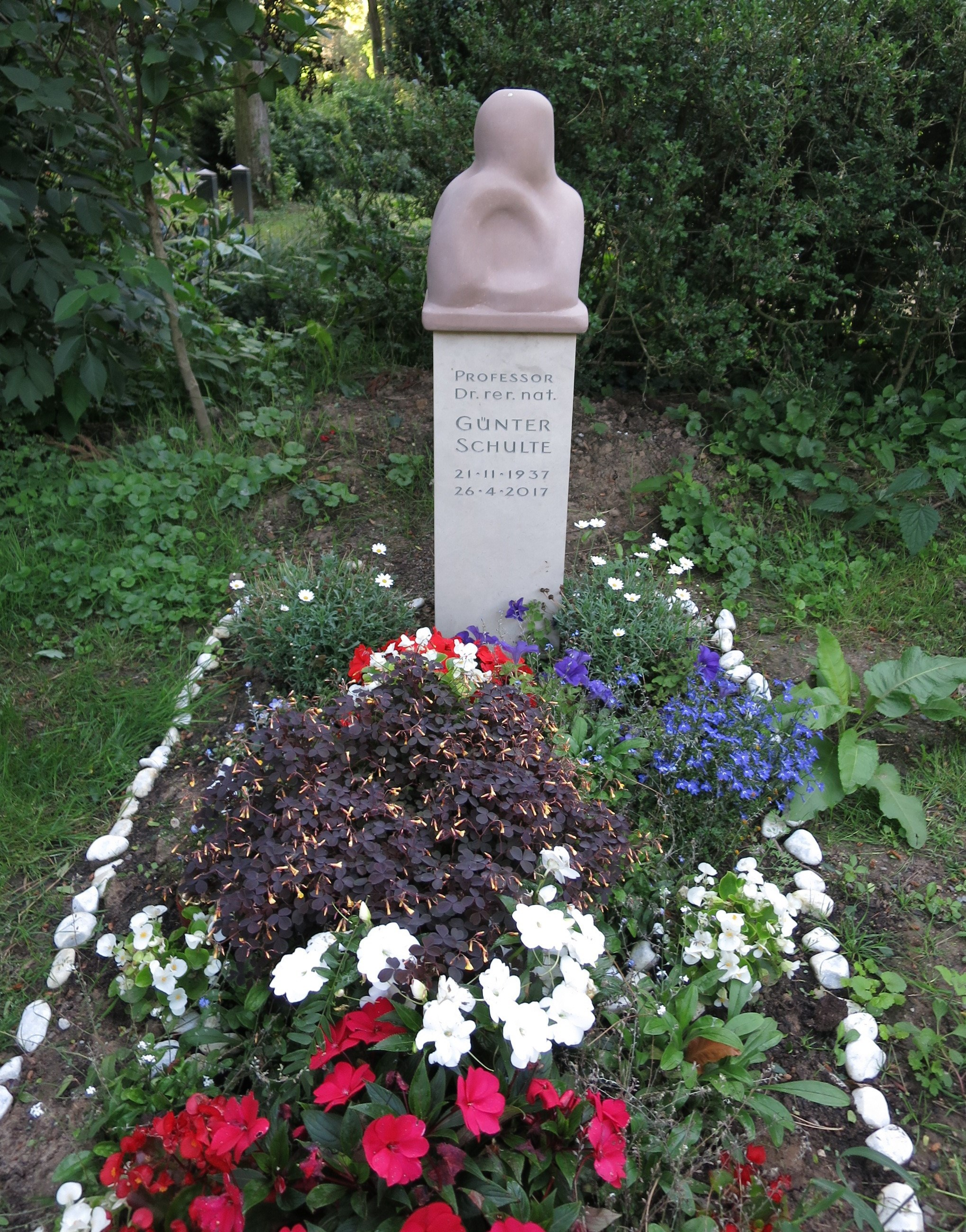
Grab auf dem Kölner Südfriedhof (Juni 2018)

Schulte studierte Philosophie, Mathematik und Physik. Nach dem Staatsexamen promovierte er im Jahr 1964 an der Mathematisch-Naturwissenschaftlichen Fakultät der Universität zu Köln mit einer Arbeit über Das Verhältnis von Kunst und Erkennen in der Philosophie Nietzsches zum Dr. rer. nat. Anschließend habilitierte er sich 1970 ebenfalls in Köln über Die Wissenschaftslehre des späten Fichte.
Er arbeitete ab 1966 als Lehrer an einem städtischen Gymnasium, später als Dozent an der Fachhochschule für Kunst in Köln. Seit 1971 war Günter Schulte Professor für Philosophie an der Universität zu Köln.
Er arbeitete zudem als Maler, Bildhauer und Publizist.
Seine Grabstätte befindet sich auf dem Kölner Südfriedhof (Flur 27 Nr. 396).

## Ehrungen
An den Mittelsäulen im U-Bahnhof Appellhofplatz (Köln) befindet sich ein Porträt von ihm. Dort wurden im Rahmen einer Kunstaktion berühmte „Kölner Köpfe“ verewigt.

## Schriften (Auswahl)
- Neuromythen. Das Gehirn als Mind Machine und Versteck des Geistes. Zweitausendeins, Frankfurt a. M. 2000, ISBN 3-86150-344-1.
- Das Auge der Urania. Bilder und Gedanken zur Einführung in die Erkenntnistheorie. 2. Aufl. Klostermann -Verlag, Frankfurt/M. 1977.
- Das Fenster und andere Bilder. Schwann Verlag, Düsseldorf 1974, ISBN 3-590-38005-5 (zusammen mit Anna Blume).
- Gibt es eine typisch weibliche Intelligenz? Eine philosophische Versuchsreihe über die Sexualität der Vernunft. Balloni-Verlag, Köln 1989, ISBN 3-922933-06-8.
- „Ich impfe euch mit dem Wahnsinn“. Nietzsches Philosophie der verdrängten Weiblichkeit des Mannes. Edition Qumran, Frankfurt/M. 1982, ISBN 3-88655-175-X.
- Leibperspektiven. Radierungen und Texte zur Phänomenologie der Wahrnehmung. Balloni-Verlag, Köln 1979.
- Philosophie der letzten Dinge. Über Liebe und Tod als Grund und Abgrund des Denkens. Hugendubel, München 2004, ISBN 3-89996-202-8.
- Die grausame Wahrheit der Bibel. Eine Anthropologie unserer Vernunft und unserer Moral. Campus-Verlag, Frankfurt/M. 1995, ISBN 3-593-35298-2.
- 200 Jahre Vernunftskritik. Zur Wandlung des Rationalitätsproblems seit Kant. Balloni-Verlag, Köln 1981, ISBN 3-922933-01-7.
- Die Wissenschaftslehre des späten Fichte (Philosophische Abhandlungen; Bd. 38). Klostermann Verlag, Frankfurt/M. 1971 (zugl. Habilitationsschrift, Universität Köln).
- Hegel oder das Bedürfnis nach Philosophie. Balloni-Verlag, Köln 1981, ISBN 3-922933-02-5.
- Kennen Sie Marx? Kritik der proletarischen Vernunft. Campus-Verlag, Frankfurt/M. 1992, ISBN 3-593-34673-7.
- Ecce Nietzsche. Eine Werkinterpretation. Campus-Verlag, Frankfurt/M. 1995, ISBN 3-593-35422-5.
- Der blinde Fleck in Luhmanns Systemtheorie. Campus-Verlag, Frankfurt/M. 1993, ISBN 3-593-34981-7.